# California Love
California Love è un singolo del rapper statunitense Tupac Shakur in collaborazione con Dr. Dre, con ritornello cantato da Roger Troutman, contenuto nell'album All Eyez on Me.

## Descrizione
La canzone inizialmente era costituita da un solo di 3 versi di Dr. Dre con il ritornello cantato da Roger Troutman ed era inteso come singolo per il suo album mai completato The Chronic 2: Poppa's Got a Brand New Funk; in seguito all'arrivo di Tupac alla Death Row Records il produttore esecutivo Suge Knight decise di includere Tupac in due canzoni prodotte da Dr. Dre tra cui la versione originale di California Love; per questo nei titoli la canzone è segnata come California Love (Remix).
Sorta di "inno" alla California, ne esistono due versioni, così come due video diversi: la prima versione è un remix contenuto in All Eyez on Me, la seconda è contenuta nel Greatest Hits di Shakur. La versione originale contiene campionamenti della canzone Woman to Woman di Joe Cocker del 1972. La versione remix include un campionamento preso da Intimate Connection di Kleer. Il ritornello, «California knows how to party», viene cantato da Roger Troutman con la sua caratteristica talk box e proviene dal brano West Coast Poplock del 1982, di Ronnie Hudson & The Street People. Inoltre nella canzone, quando Troutman canta: «Shake it, shake it baby», interpola il canto da lui usato nel suo singolo del 1982 Dance Floor.

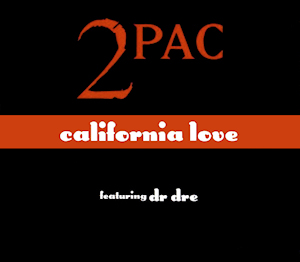
Copertina del singolo.

Il video della canzone, ispirato a Mad Max oltre la sfera del tuono, di cui riprende l'ambientazione, nel 1999 è stato inserito al 9º posto nella "MTV 100 Greatest Music Videos Ever Made", ovvero la lista dei migliori video musicali di sempre trasmessi da MTV. Esistono due versioni del video, anche se la più famosa è sicuramente la prima, diretta da Hype Williams con l'ambientazione distopica alla Mad Max (che fu un'idea di Jada Pinkett Smith). Ambientato nel deserto nell'anno 2095, il cast include 2Pac, Dr. Dre, George Clinton, Chris Tucker, Tony Cox e Roger Troutman.
La seconda versione del video si basa sul remix della canzone inclusa nell'album All Eyez on Me ed è il proseguimento del primo video. La premessa è che le scene nel deserto erano solamente un incubo fatto da 2Pac. Una volta sveglio, si ritrova nel letto con una donna. Chiama Dr. Dre, che gli dice di venire alla sua casa estiva per una festa. Il resto del video prosegue come se fosse un filmino amatoriale girato per celebrare l'arrivo di 2Pac alla Death Row e include svariati camei, come quelli di DJ Quik, Big Syke, Deion Sanders, Danny Boy, Jodeci, B-Legit ed E-40.
Il secondo video è stato incluso nel DVD Tupac: Live at the House of Blues.

## Altre apparizioni
La canzone è presente anche nel videogioco GTA Online.

## Tracce
1. California Love (Short Radio edit) - 4:04
2. California Love (Short Remix edit) - 4:06
3. California Love (LP Instrumental) - 4:14
4. California Love (Remix Instrumental) - 4:11

## Formazione
- Tupac "2Pac" Shakur - voce, testi
- James "J-Flexx" Anderson - testi (1º verso)
- Sean "Barney" Thomas - tastiere
- Carl "Butch" Small - percussioni
- Dr. Dre - produzione, missaggio, featuring (Rap)
- Roger Troutman - voce, talkbox
- Danette Williams, Dorothy Coleman, Barbara Wilson - cori di sottofondo